# Mahdalyniwka
Mahdalyniwka (ukrainisch Магдалинівка; russisch Магдалиновка Magdalinowka) ist eine Siedlung städtischen Typs in der ukrainischen Oblast Dnipropetrowsk mit etwa 6300 Einwohnern (2018). Die Siedlung war bis Juli 2020 das administrative Zentrum des gleichnamigen Rajons Mahdalyniwka.

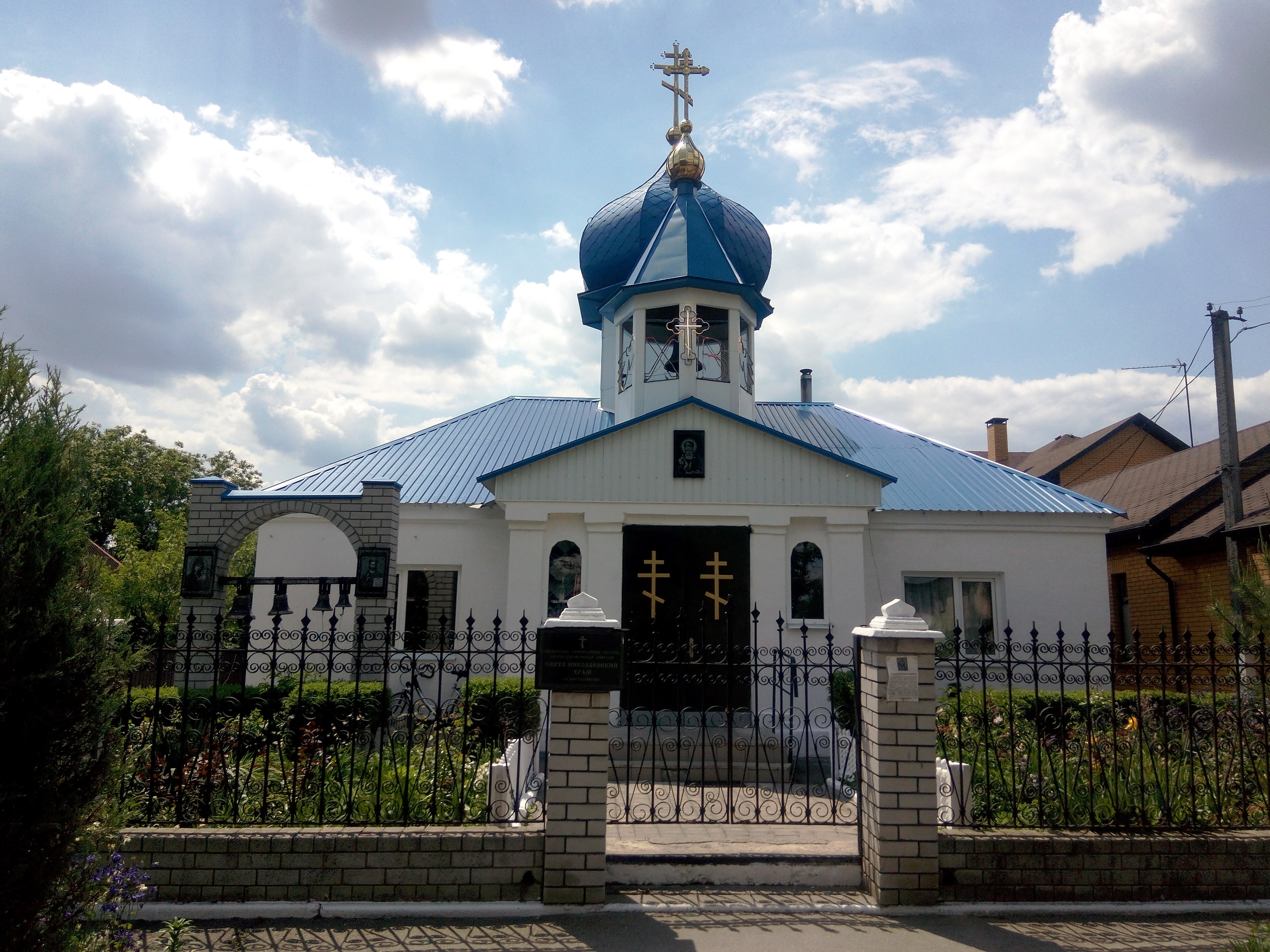
Kirche im Ort

## Geschichte
Erstmals erwähnt wurde Mahdalyniwka im Jahre 1783. Vom 26. September 1941 bis 23. September 1943 war das Dorf durch Truppen der Wehrmacht besetzt. Den Status einer Siedlung städtischen Typs besitzt der Ort seit dem Jahr 1958.

## Geographie
Der Ort liegt 55 km nördlich des Oblastzentrums Dnipro am Fluss Tschaplynka.

## Verwaltungsgliederung
Am 12. Juni 2020 wurde die Siedlung zum Zentrum der neugegründeten Siedlungsgemeinde Mahdalyniwka (Магдалинівська селищна громада/Mahdalyniwska selyschtschna hromada). Zu dieser zählen auch die 35 in der untenstehenden Tabelle aufgelisteten Dörfer, bis dahin bildete sie zusammen mit den Dörfern Dubrawka und Kiltschen die gleichnamige Siedlungsratsgemeinde Mahdalyniwka (Магдалинівська селищна рада/Mahdalyniwska selyschtschna rada) im Zentrum des Rajons Mahdalyniwka.
Am 17. Juli 2020 kam es im Zuge einer großen Rajonsreform zum Anschluss des Rajonsgebietes an den Rajon Nowomoskowsk.
Folgende Orte sind neben dem Hauptort Mahdalyniwka Teil der Gemeinde:
| Name                           | Name                 | Name                                  |
| ukrainisch transkribiert       | ukrainisch           | russisch                              |
| ------------------------------ | -------------------- | ------------------------------------- |
| Dekonka                        | Деконка              | Деконка                               |
| Dubrawka                       | Дубравка             | Дубравка                              |
| Dudkiwka                       | Дудківка             | Дудковка (Dudkowka)                   |
| Hrabky                         | Грабки               | Грабки (Grabki)                       |
| Jewdokijiwka                   | Євдокіївка           | Евдокиевка (Jewdokijewka)             |
| Kasnatschejiwka                | Казначеївка          | Казначеевка (Kasnatschejewka)         |
| Kalyniwka                      | Калинівка            | Калиновка (Kalinowka)                 |
| Kiltschen (bis 2016 Radjanske) | Кільчень (Радянське) | Кильчень/Радянское (Radjanskoje)      |
| Kotowka                        | Котовка              | Котовка                               |
| Kramarka                       | Крамарка             | Крамарка                              |
| Maloandrijiwka                 | Малоандріївка        | Малоандреевка (Maloandrejewka)        |
| Marjiwka                       | Мар’ївка             | Марьевка (Marjewka)                   |
| Nowoiwaniwka                   | Новоіванівка         | Новоивановка (Nowoiwanowka)           |
| Nowopetriwka                   | Новопетрівка         | Новопетровка (Nowopetrowka)           |
| Oleksandriwka                  | Олександрівка        | Александровка (Aleksandrowka)         |
| Oleniwka                       | Оленівка             | Оленовка (Olenowka)                   |
| Oljaniwka                      | Олянівка             | Оляновка (Oljanowka)                  |
| Otscheretuwate                 | Очеретувате          | Очеретоватое (Otscheretowatoje)       |
| Perschotrawenka                | Першотравенка        | Першотравенка                         |
| Polywaniwka                    | Поливанівка          | Поливановка (Poliwanowka)             |
| Potschyno-Sofijiwka            | Почино-Софіївка      | Почино-Софиевка (Potschino-Sofijewka) |
| Saporischschja                 | Запоріжжя            | Запорожье (Saporoschje)               |
| Schdaniwka                     | Жданівка             | Ждановка (Schdanowka)                 |
| Schewske                       | Шевське              | Шевское (Schewskoje)                  |
| Schewtschenkiwka               | Шевченківка          | Шевченковка (Schewtschenkowka)        |
| Sitschkariwka                  | Січкарівка           | Сичкаревка (Sitschkarewka)            |
| Stepaniwka                     | Степанівка           | Степановка (Stepanowka)               |
| Tarassiwka                     | Тарасівка            | Тарасовка (Tarassowka)                |
| Tarassiwka                     | Тарасівка            | Тарасовка (Tarassowka)                |
| Tarassiwka                     | Тарасівка            | Тарасовка (Tarassowka)                |
| Toptschyne                     | Топчине              | Топчино (Toptschino)                  |
| Trudoljubiwka                  | Трудолюбівка         | Трудолюбовка (Trudoljubowka)          |
| Wesselyj Haj                   | Веселий Гай          | Весёлый Гай (Wessjoly Gai)            |
| Wodjane                        | Водяне               | Водяное (Wodjanoje)                   |
| Wynohradiwka                   | Виноградівка         | Виноградовка (Winogradowka)           |

## Wirtschaft
In Mahdalyniwka befindet sich eine Molkerei namens „Mahdalyniwkaer Butterfabrik“ (Магдалинівський маслозавод) die unter anderem Milch zu Butter verarbeitet.

## Bevölkerung
| 1959 | 1970 | 1979 | 1989 | 2001 | 2005 | 2018 |
| ---- | ---- | ---- | ---- | ---- | ---- | ---- |
| 4542 | 3604 | 5721 | 6944 | 6821 | 6624 | 6335 |

Quelle: